# ラ・ピュセル 光の聖女伝説
『ラ・ピュセル 光の聖女伝説』（ラ・ピュセル ひかりのせいじょでんせつ、英題：La Pucelle: Tactics）は、2002年1月31日に日本一ソフトウェアより発売されたPlayStation 2用シミュレーションロールプレイングゲーム。

## 概要
最高レベル9999、合成や浄化によるアイテムの強化など、日本一ソフトウェアのお家芸となる「やり込み」システムを確立した作品。『マール王国の人形姫』シリーズのような可愛い絵柄とコメディ色の強い掛け合い、初心者から上級者まで楽しめる戦闘システムなどにより、女性やライトユーザーにも支持された。ちなみに、当初の企画段階ではシューティングRPGの内容であった。
『マール王国』シリーズに引き続き、キャラクターデザインは野村良治（現・Ryoji）、音楽は佐藤天平が担当した。なお『マール王国』シリーズとは世界観も共有する。「ラ・ピュセル（La Pucelle）」をはじめ、人名・地名の多くはフランス語から採られた。通貨単位は「プリカ（Pr）」。
限定版にはサウンドトラックCDが付属する。週刊ファミ通（2002年2月8日号）の新作ゲームクロスレビューにてゴールド殿堂入り。また、IGNのEditor's Choice Awardを受賞した。
2004年に廉価版が発売されたほか、2009年にはPlayStation Portableでリメイク版が発売された。
PS2版は海外展開され、韓国ではKama Digital Entertainment Ltd.から、北米ではMastiff, LLC.から、欧州ではKOEI Ltd.（現・TECMO KOEI Europe Ltd.）から発売された。韓国においては初のPS2用RPGとなった。

## 製品バリエーション
『ラ・ピュセル 光の聖女伝説』
2002年1月31日発売。
『ラ・ピュセル 光の聖女伝説 2周目はじめました。』
2004年10月21日に発売された改良廉価版。クリア後のレベル・アイテム引き継ぎ機能、エクストラステージ、音楽鑑賞モード（2周目以降）などが追加された。なお、無印版とのセーブデータの互換性はない。
『ラ・ピュセル†ラグナロック』
2009年11月26日に発売されたPSP移植版。PS2版からの変更点は、「ラ・ピュセル†ラグナロックの新要素」を参照。限定版には、設定資料集・オリジナルサウンドトラックCDが付属する。
2010年2月25日よりPlayStation Storeでダウンロード版の配信を開始した。また同年3月25日には無料体験版の配信を開始。体験版のセーブデータは製品版に引き継ぐことができる。
続編のリリースが計画されており、『ラ・ピュセル†ラグナロック』を含め三部作となる予定である。

## ストーリー
聖パプリカ王国という小さな国では、「光の聖女と闇の王子伝説」が語り継がれてきた。それは、堕天使カラミティーに愛された人類の反逆者・闇の王子が甦る時、女神ポワトゥリーヌが広く信仰されているこの国には、「ラ・ピュセル」と呼ばれる「聖女会」(女神を信仰する教会)の悪魔祓いたちが、密かに悪魔やモンスターと戦っていた。主人公プリエは、「聖女会」に所属するシスターの１人。この春に試験に合格して、ようやく悪魔祓いの資格を得た。
聖パプリカ暦45年、王国の二大教会の一つである聖女会の悪魔祓い、ラ・ピュセルとなったプリエとキュロットの姉弟は、教育係のシスター・アルエットと共に各地で起こる異変の調査に乗り出す。

## 登場人物
プリエ
声 - 中原麻衣
身長：159cm、体重：46kg、年齢：16歳
本作の主人公。光の聖女になるという夢を持つ新人ラ・ピュセル。面倒見の良い性格で周囲に好かれ、悪魔祓いとしても高い素質を秘めているが、シスターとは思えないような言動もあり、アルエットにしばしば注意される。
7年前に事故で両親を亡くし、4年前に聖女会に入信するまでは城下町ポトフの孤児院で育った。サラド神父に格闘術を学び、肉弾戦を得意とする。武器は聖なるバトン・フェリシタシオン。
『ラグナロック』では新たに魔王になるまでのストーリー「魔王プリエ編」が追加された。なお、日本一ソフトウェア作品には戦闘時に食べ物系のかけ声を発するキャラクターが何人かいるが、プリエの「やきぶた」をその嚆矢とする。
魔王プリエ
声 - 中原麻衣
魔王になったプリエ。PS2版では特定条件を満たした際の称号に過ぎなかったが、『ラグナロック』ではダークエクレール同様にプリエの負の心が作り出した存在として独立した。魔王プリエ編をクリアすると「変身」を覚え、いつでも魔王の姿になれるようになる。
作中で最も露出度の高い格好をしており、浄化コマンドは使えない。また戦闘中のボイスが無い。本作以降も『魔界戦記ディスガイア』をはじめ様々な作品に登場している。
キュロット
声 - 水橋かおり
身長：143cm、体重：37kg、年齢：12歳
プリエの弟。プリエと同じくこの春よりラ・ピュセルの聖歌隊に入る。真面目な性格で、突っ走りがちな姉のサポート・ブレーキ・ツッコミ役を担うが、余計なことを言い鉄拳を食らうこともしばしば。アルエットにほのかな恋心を寄せている。
カバンから取り出した様々なアイテムを敵に投げつけ攻撃する。ただし攻撃力はあまり高くないため、仲間のサポートに回ることが多い。作品中の語りも担当している。
アルエット
声 - 橘ひかり
身長：161cm、体重：44kg、年齢：不詳（見た目17歳）
聖女会のシスター。美しい容貌と優れた能力、敬虔な信仰心を持ち、弱者には慈悲深く邪悪な者には断固とした態度で臨む聖職者の鑑のような女性だが、生真面目な性格が過ぎて融通が利かず、聖書の教えに盲従してしまうところがある。
2年前に記憶喪失になっていたところをサラドに保護され、無試験でラ・ピュセルになった。プリエ、キュロットの教育係を務めるが、思いつきで行動しがちなプリエには説教をすることが多く、煙たがられている。
実は今代の光の聖女。50年前の闇の王子との戦いで相討ちになった彼女は、自らの記憶と引き換えに闇の王子の記憶を消し、身体を封印した。
サラド
声 - 長嶝高士 / 大谷育江（少年期）
身長：177cm、体重：102kg、年齢：55歳
聖女会創始者。魔神クラスの悪魔を素手で倒したという逸話から「魔神殺し」の異名を取る。プリエにとっては仕事の上司であると同時に格闘術の師でもある。既婚者であり、妻はプリエたちも育った孤児院の院長を務める。
実はアルエットの過去を知る数少ない人物。20歳の時に立ち上げた聖女会を二大教会の一つとなるまで発展させた立派な人物だが、プリエに肌の露出の多い服装を、アルエットにはミニスカートを着用するよう指示するなどスケベなところもある。
クロワ・ラウル
声 - 関俊彦
身長：180cm、体重：77kg、年齢：不詳（見た目20歳）
どの教会にも属さない、フリーの悪魔祓い。サングラスとくわえタバコが特徴的な気さくな性格の青年。過去の記憶をなくしており、おぼろげに覚えている女性がプリエに似ていたことから、記憶を取り戻す手がかりになると考え行動を共にすることになる。武器は二挺の拳銃。
その正体は、かつて世界に暗黒をもたらしたと伝えられる闇の王子。生まれつき強い闇の力を持っていたクロワは、婚約者であるアンジェリカ（声 - 川村万梨阿）を人間の手で殺されたことでその力を暴走させ、闇の王子と化してしまった。
エクレール
声 - 桑谷夏子
身長：147cm、体重：41kg、年齢：13歳
聖パプリカ王国の王女。プリエ、キュロットとは4年前に知り合い友達になった。プリエを「お姉さま」と呼び慕う。
次期王位継承者として、また光の聖女候補として周囲が寄せる期待を苦痛に感じているが、生来の優しさと責任感の強さからそれを表に出せずにいる。そのことが無意識にもう一つの人格を作り上げてしまう事になった。
ダークエクレール
声 - 桑谷夏子
もう一人のエクレール。気性が激しく、露出度の高い格好をしている。エクレールと和解後は「変身」で入れ替えが可能になる。エクレールより攻撃力と移動力が高く、防御力は低い。
オマール
声 - 檜山修之
身長：182cm、体重：87kg、年齢：19歳
空賊エスカルゴ団のキャプテン。赤を基調にした服装と眼帯がトレードマークで、ある目的のため飛行船エスカル号で空を飛びまわっている。強敵との戦いを楽しむ熱い性格の男だが、明らかに敵わない敵を前にしたときは退却を命じるなど、リーダーとしての状況判断力も併せ持つ。実は高貴な家の生まれで、本名は別にある。
マムロン
声 - 川村万梨阿
身長：32cm、体重：3kg、年齢：20歳
オマールのそばにいる妖精。オマールに「かわいい」と言われたことを求婚だと思い込み、勝手にエスカルゴ団についてきたという（オマールにとっては女性に対する日常的な挨拶だった）。そうした経緯のため常にオマールと行動し、女性がオマールに近づくと癇癪をおこす。またヤッタニャーとは相性が悪い。『ラグナロック』ではオマールとの合体技が追加された。
ヤッタニャー
声 - 志賀克也
身長：65cm、体重：32kg、年齢：20歳
エスカルゴ団副キャプテン。黒基調の海賊服に右手は鉤爪という外見で、ショコラ隊を率いる。かつては100人の子分を従える海賊だったが、オマールに一騎討ちの末敗れエスカルゴ団に加わる。オマールと固い友情で結ばれており、マムロンとは犬猿の仲。
ショコラ隊
声 - 田村ゆかり、水橋かおり（ドラマCD）、桑谷夏子（ドラマCD）
エスカルゴ団団員。二足歩行のネコであり、オマールのことを「オヤビン」と呼んでは怒られている。ストーリーを進めると自動的に2人仲間になる。
ノワール
声 - 飛田展男
身長：175cm、体重：70kg、年齢：不明
国民の約7割が入信する聖母神教会の教主。魔神クラスの力を有する。悪魔と人間の間に生まれたハーフであり、両親は異端者として殺害された。悪魔でも人間でもない中途半端な存在とみなされ魔界にも人間界にも受け入れられず、それゆえに悪魔も人間もいない理想郷を創りだそうとする。
エルメス
声 - 宮田浩徳
光と闇のバランス調整を司る調停者。何千年も前から生きており、本人にも正確な年齢は分からない。口調は関西弁。
女神ポワトゥリーヌ
声 - 川村万梨阿
エリンギャー
声 - 大谷育江
喋るキノコ。本作の敵キャラシンボルでもある。『マール王国の人形姫』シリーズにも登場している。
堕天使カラミティー

### ゲストキャラクター
ラハール
『魔界戦記ディスガイア』の主人公。『ラグナロック』のエクストラボスとして登場。魔王城の近くに開いた魔界ゲートにエトナ・フロンとともに入り、こちらの世界へやってきた。
エトナ
『魔界戦記ディスガイア』のキャラクター。『ラグナロック』のエクストラボスとして登場。
フロン
『魔界戦記ディスガイア』のキャラクター。『ラグナロック』のエクストラボスとして登場。
プリニー
エトナの家来。ストーリーを進めると自動的に3匹仲間になる。
コルネット
『マール王国の人形姫』の主人公。ダウンロードコンテンツ（DLC）による追加キャラクター。フェルディナンドがマージョリーにさらわれた直後の時代からやってきた。
エリー
『天使のプレゼント マール王国物語』に登場する女の子で、本作ではローゼンクイーン商会の店長を務める。DLCによる追加キャラクター。
ロザリンド
『魔界戦記ディスガイア2』のキャラクター。DLCによる追加キャラクター。
プリニー
『プリニー2 〜特攻遊戯! 暁のパンツ大作戦ッス!!〜』の主人公。DLCによる追加キャラクター。

## システム
ストーリー分岐
本編は12話で構成され、ストーリーの進め方に応じて各話ごとに複数のエンディングが用意されている。「スペシャル」「グッド」「ノーマル」「バッド」の4種類があり、報酬の額やボーナスアイテムが変化する。なお、全話に4種類全てのエンディングがあるわけではない。また各話でどのエンディングに到達しようとも、最終的なエンディングには影響しない（最終エンディングは1種類のみ）。
浄化
モンスターを浄化してから倒すと、仲間になることがある。仲間になる確率は浄化をすればするほど上がる。
大奇跡
戦闘フィールドには、「不浄点」とそこから発生する「闇の地場」が存在する。闇の地場は、ユニットが上に乗るとそのユニットが向く方向に合わせて向きを変える。それを利用して闇の地場を15マス以上使って一周させ、その状態で不浄点を浄化すると「大奇跡」が発生し、範囲内にいる敵に大きなダメージを与えることができる。
範囲内に不浄点が存在すると、それも続けて浄化され、大奇跡の連鎖を発生させることもできる。
支援攻撃
攻撃時に隣接した味方の支援が受けられるシステム。攻撃を行うユニットの左右・真後ろに配置された味方ユニットが連携して攻撃を行う。支援ユニットは多少攻撃力が落ちるが支援後も行動可能で、1ターンで複数回の攻撃が可能となる。もちろん敵ユニットにも支援効果は適用される。
アイテムのレベル
アイテムにはレベル（最大値は99）が存在し、経験値が一定値に達するとアイテムのレベルと能力値が上昇する。経験値は、アイテムを装備した状態で闇の地場を浄化することにより得られる。アイテムに属性が付いている場合、その属性と同じ色の不浄点を浄化するとより多くの経験値が得られる。
スキル
アイテムには能力値や特殊能力のほかに、「ATK」や「DEF」などのアイコンが存在する。アイコンが付いているアイテムを装備したキャラクターに経験値が入るとそのアイコンのパラメータの経験値も上昇し、一定値に達するとアイコンのレベルが上がり（最大値は99）、レベルに応じて「移動力＋」や「ぷちパワー（攻撃力上昇）」などのスキルを取得できる。
アイテム合成
仲間の魔物に合成したいアイテムを装備させ、ローゼンクイーン商会にいるフードを被った人物に話しかけると、装備していた魔物がいなくなるのと引き換えに魔物が装備していたアイテムが合成されて1つのアイテムになる。1番上に装備したアイテムをベースとして、2・3・4番目のアイテムの能力および特殊能力が引き継がれる。引き継がれる要素の数は、ベースになるアイテムのレベルに依存する。
街
主人公の所属する「聖女会」の教会や、アイテムを購入できるお店など、冒険に必要となる施設が集中している。街の中を歩き回り、住民たちと会話することで、事件の真相に関わる重要な情報が得られることもある。ほとんどが会話メッセージと2Dキャラのアニメーションで展開される。
魔界
不浄点を放置するとそのステージの魔界化指数が上がっていき、指数が101を超えると魔界へのゲートが出現する。魔界は全10階層のダンジョンとなっており、最下層にいるボスを倒すと報酬が手に入る。魔界のモンスターは「ハニ」という種族を除き仲間にすることはできないが、浄化してから倒すと装備していたアイテムを入手できることがある。
魔界である条件を満たすとプリエが魔王となり、それまで仲間にできなかったモンスターを仲間にできるようになる。
ショップ関連
お客様ランク
買い物をすると「お客様ランク」のゲージが上昇する。ゲージが一杯になると、アンケートの答え方によって「商品ランク」を上げることができるようになり、良い商品が並ぶようになる。
アンケート
ショップで買い物をするとアンケートに答えることができる。通常は商品の品揃えと質の2つだが、稀に3つ目の質問が現れ、回答することによって魔界化指数が上がったり、敵のレベルが上下したりする。
買い占め
アイテムを買い占めると、魔界からアイテムが入荷される。魔界のアイテムには「消費SP減少」「経験値UP」などの特殊能力が付与されている。

### ラ・ピュセル†ラグナロック の新要素
魔王プリエ編
4話構成の追加シナリオ。プリエがどのようにして魔王になったのかが描かれており、PS2版の魔王プリエとはあまり関係がない。本編クリア後に遊べるが、隠しコマンド入力により最初から遊ぶことも可能。本編と異なりマルチエンディングとなっており、全話グッドエンドでクリアすると新たに描きおろされた一枚絵と新曲が楽しめる。
浄化リアクション
闇の地場を浄化すると、浄化したユニットおよび闇の地場に乗っている（もしくは囲まれている）ユニットが再び行動可能となる。
エクストラステージ
特定条件を満たすと『魔界戦記ディスガイア』のラハール、エトナ、フロン、プリニーが登場し、倒すと仲間にすることができる（プリニーは無条件で3匹仲間になる）。デモシーン、戦闘中共にボイスはない。なお、ステータスやステージMAPと、戦闘・イベント時で立ち絵が異なっている。
その他
- 一部のキャラクターを除き新規録りおろしのフルボイス化。
- 2周目開始時からオールメンバー（条件あり）。
- 新特殊技の追加。戦闘前の掛け合いの増加。
- デモイベントや戦闘演出のスキップ機能の追加。
- マップの回転が可能に。上から見下ろす視点の追加。
- 拠点で仲間と会話可能に。拠点内では一覧から目的地を選び移動可能。
- 記録屋、音楽屋の追加。
- モンスターの名前変更が可能。
- ユニットを自分で並べ替えることが可能に。
- 移動速度・浄化速度変更が可能。
- 敵キャラクターの向きを変えるバグが修正され使用不可に。

バグ
ダークエクレールの状態で第4話の最初の戦闘をクリアしグッドエンドを迎え、次周へクリアデータを引き継ぐと、エクレールが消滅するバグが存在する。
このバグについての公式発表はないが、『ラ・ピュセル†ラグナロック ザ・コンプリートガイド』では、「4話最初の戦闘でダークエクレールをエクレールに変身させておくように」との注意書きがある。なお、追加配信コンテンツ（DLC）「エリー」（無料）をダウンロードすることによりバグが解消されるという情報がある。

## 開発
『天使のプレゼント マール王国物語』の開発終了後、日本一ソフトウェアはシリーズ物ではなく新しいタイトルに挑戦することとなった。社長の新川宗平がゲームデザイナーおよびプログラマーの小林良綱と話し合った結果、「マール王国の人形姫シリーズ」で実現できなかったシミュレーションRPGを開発することとなる。しかし、小林はゲームシステムを作って試し、壊して別のシステムに作り直すという規模の大きいトライアンドエラーをすることが多く、1度はシューティングゲームになった。
『天使のプレゼント マール王国物語』は、ゲームシステムについてどこまで盛り込めるか・人気が出るかが読めなかったため、ストーリーや雰囲気が重視されている。対して本作品はゲームシステムとストーリーのバランスが5：5くらいのイメージで作られている。
- シナリオ・プロデューサー - 新川宗平
- ゲームデザイン・メインプログラム - 小林良綱
- キャラクターデザイン・美術監修 - 野村良治（現・Ryoji）
- モンスターデザイン - 原田雄一（現・原田たけひと）
- 音楽 - 佐藤天平
- ディレクター - 小林良綱

## 主題歌
オープニングテーマ 「光の聖女伝説」
作詞 - 新川宗平 / 作曲・編曲 - 佐藤天平 / 歌 - リン・ホブデイ ※歌詞はゲームオリジナル言語。
挿入歌 「これが恋？ なんてね♥」
作詞 - 新川宗平 / 作曲・編曲 - 佐藤天平 / 歌 - リン・ホブデイ
エンディングテーマ 「奇跡は起こる」
作詞 - 新川宗平 / 作曲・編曲 - 佐藤天平 / 歌 - リン・ホブデイ
魔王プリエ編 グッドエンディングテーマ 「闇の聖女伝説」
作詞 - 新川宗平、高原史仁 / 作曲・編曲 - 佐藤天平 / 歌 - Sachiko

## イベント
ラ・ピュセル原画展
2001年9月14日から28日まで、東京・秋葉原のメッセサンオー本店2F「ローゼンクイーン商会」にて開催。『ラ・ピュセル』の情報解禁日が9月14日だったため、開催告知は「PS2新作オリジナルタイトル原画展」となっていた。
第2回 ラ・ピュセル原画展
2002年1月28日から2月21日まで「ローゼンクイーン商会」にて開催。前回未公開の原画や生原稿が展示された。
『ラ・ピュセル 光の聖女伝説』 声優イベント
2002年7月28日、HobbyEXPO 2002（東京ビッグサイト）の日本一ソフトウェアブースにおいて200名限定でサイン・握手会を実施。出演は中原麻衣（プリエ役）、水橋かおり（キュロット役）、橘ひかり（アルエット役）。

## 関連商品
作品ガイド
ラ・ピュセル 光の聖女伝説 公式攻略ガイド 奇跡の書
発売日：2002年3月10日 / 発行：メディアワークス ISBN 4-8402-1922-2
ラ・ピュセル†ラグナロック ザ・コンプリートガイド
発売日：2009年12月18日 / アスキー・メディアワークス ISBN 978-4-04-868319-7

CD
ラ・ピュセル デジタル原画集
発売日：2002年3月8日 / 発売：日本一ソフトウェア
ラ・ピュセル 光の聖女伝説 アレンジサウンドトラック
発売日：2002年5月29日 / サイトロン・デジタルコンテンツ / 品番：SCDC-00183
ラ・ピュセル 光の聖女伝説 ドラマCD
発売日：2002年7月24日 / サイトロン・デジタルコンテンツ / 品番：SCDC-00190
『マール王国の人形姫』シリーズのマージョリー（声 - 富沢美智恵）とミャオ（声 - 田村ゆかり）がゲスト出演。
ラ･ピュセル オリジナルCD
発売日：2002年7月24日 / 日本一ソフトウェア
声優のトークCD。出演は中原麻衣（プリエ役）、水橋かおり（キュロット役）、橘ひかり（アルエット役）。約20分。

その他
ガスト & 日本一 トリプルオモチャバコ
発売日：2005年8月6日 / 発売：ガスト / 品番：EKPR-1
PlayStation Portable用UMDソフト。アトリエシリーズ、『マール王国の人形姫』シリーズ、『ラ・ピュセル 光の聖女伝説』、『魔界戦記ディスガイア』、『ファントム・ブレイブ』、『ファントム・キングダム』のムービー・イラスト・楽曲を収録する（ムービーはアトリエシリーズのみ、『ファントム・キングダム』はイラストのみ）。
彩色済み完成フィギュア 『ラ・ピュセル 光の聖女伝説』 プリエ
発売日：2007年12月22日 / 和風堂玩具店（エンターブレインのフィギュア・トイブランド） / 1/6スケール。
彩色済み完成フィギュア 『ラ・ピュセル 光の聖女伝説』 ダークエクレール
発売日：2009年3月26日 / 和風堂玩具店 / 1/6スケール。
彩色済み完成フィギュア 『ラ・ピュセル 光の聖女伝説』 エクレール姫
発売日：2011年5月27日 / 和風堂玩具店 / 1/6スケール。